# Budoni
Budoni (en sard, Budòni, logudorès Budùne) és un municipi italià, dins de la província de Sàsser. L'any 2012 tenia 5.056 habitants. Es troba a la regió de Baronia Limita amb els municipis de Posada (NU), San Teodoro i Torpè (NU).

## Administració
| Període | Identitat     | Partit        |
| ------- | ------------- | ------------- |
| 2005-   | Pietro Brundu | Llista cívica |